# Districtul Maha Chana Chai
Maha Chana Chai (în thailandeză มหาชนะชัย) este un district (Amphoe) din provincia Yasothon, Thailanda, cu o populație de 58.670 de locuitori și o suprafață de 455,27 km².

## Componență
Districtul este subdivizat în 10 subdistricte (tambon), which make up 103 de sate (muban).
| 1. Fa Yat (ฟ้าหยาด) 2. Hua Mueang (หัวเมือง) 3. Khu Mueang (คูเมือง) 4. Phue Hi (ผือฮี) 5. Bak Ruea (บากเรือ) | 1. Muang (ม่วง) 2. Non Sai (โนนทราย) 3. Bueng Kae (บึงแก) 4. Phra Sao (พระเสาร์) 5. Song Yang (สงยาง) |